# Johannes Geccelli
Johannes Geccelli (Königsberg, 14 ottobre 1925 – Blankenfelde-Mahlow, 23 giugno 2011) è stato un artista tedesco.

## Biografia
Dal 1951 Johannes Geccelli studiò all'Accademia di Belle Arti di Düsseldorf. Alla fine degli anni cinquanta era in contatto con il gruppo d'artisti «Zero». Nell'anno 1960 fu vincitore del Premio Villa Romana a Firenze. Dal 1965 fino al 1988 fu professore all'Accademia di Belle Arti di Berlino. Dopo il ritiro dall'Accademia si trasferì con il suo atelier a Jühnsdorf, una frazione della cittadina Blankenfelde-Mahlow nel Brandeburgo.
Nelle opere di Geccelli è stato spesso rilevato una notevole influenza di Alberto Giacometti. Le sue opere sono state esposte nell'ampia retrospettiva «Kunst in der Bundesrepublik Deutschland 1945-1985» alla Neue Nationalgalerie di Berlino nel 1985 nonché diverse volte nella Berlinische Galerie e altrove.